# رابرت راس
رابرت بالدوین راس (۲۵ مه ۱۸۶۹–۵ اکتبر ۱۹۱۸) روزنامه‌نگار، منتقد و کارشناس هنری کانادایی که به خاطر دوستی، رابطهٔ عاشقانه و همکاری ادبی با اسکار وایلد بسیار مشهور است. راس از شخصیت‌های محوری ادب و هنر لندن از میانهٔ دهه ۱۸۹۰ تا زمان مرگ و راهنمای نویسندگان و شاعران به نامی همچون زیگفرید ساسون و ویلفرد اوون بود. او همچنین کارگزار و مالک رسمی تمامی کارهای ادبی اسکار وایلد پیش و پس از مرگ وی بود.